# V. S. 나이폴
비디아다르 수라지프라사드 나이폴 경(영어: Sir Vidiadhar Surajprasad Naipaul, 문화어: 비디아다르 쑤라이프라싸드 나이폴, 1932년 8월 17일 ~ 2018년 8월 11일)은 트리니다드 토바고에서 태어난 인도계 영국인 작가이다.
그는 1932년 트리니다드 토바고의 차과나스에서 태어났으며 1950년에 옥스퍼드 대학교에 입학, 1953년에 미술 학사학위를 취득했다. 그는 대학 졸업 이후 BBC 기자로 활동했지만 후에 문학 활동에만 전념하기로 결심한다.
그는 1971년에 맨부커상을, 2001년에 노벨 문학상을 받았다. 2008년에 《타임스》가 선정한 '1945년 이후의 위대한 영국 작가 50명(The 50 greatest British writers since 1945)'으로 선정되기도 했다.
그의 대표 작품으로 《신비로운 안마사 (The Mystic Masseur)》(1957년 작), 《비스와스씨의 집 (A House for Mr. Biswas)》(1961년 작), 《중간의 길 (The Middle Passage: Impressions of Five Societies – British, French and Dutch in the West Indies and South America)》(1962년 작), 《자유 국가에서 (In a Free State)》(1971년 작), 《게릴라 (Guerrillas)》(1975년 작), 《인도: 상처 받은 문명 (India: A Wounded Civilization)》(1977년 작), 《강의 만곡 (A Bend in the River)》(1979년 작), 《믿음을 넘어서 (Among the Believers: An Islamic Journey)》(1981년 작), 《도착의 수수께끼 (The Enigma of Arrival)》(1987년 작), 《인도: 백만의 반란 (India: A Million Mutinies Now)》(1990년 작) 등이 있다.

## 학력
- 1949년 ~ 1953년: 옥스퍼드 대학교 유니버시티 칼리지 문학 학사

## 주요 작품
- 《신비로운 안마사 (The Mystic Masseur)》(1957년 작)
- 《비스와스씨의 집 (A House for Mr. Biswas)》(1961년 작)
- 《중간의 길 (The Middle Passage: Impressions of Five Societies – British, French and Dutch in the West Indies and South America)》(1962년 작)
- 《자유 국가에서 (In a Free State)》(1971년 작)
- 《게릴라 (Guerrillas)》(1975년 작)
- 《인도: 상처 받은 문명 (India: A Wounded Civilization)》(1977년 작)
- 《강의 만곡 (A Bend in the River)》(1979년 작)
- 《믿음을 넘어서 (Among the Believers: An Islamic Journey)》(1981년 작)
- 《도착의 수수께끼 (The Enigma of Arrival)》(1987년 작)
- 《인도: 백만의 반란 (India: A Million Mutinies Now)》(1990년 작)

## 서훈
- 1990년 기사작위(Knight Bachelor) 서임[1]